# Berliner Klinische Wochenschrift

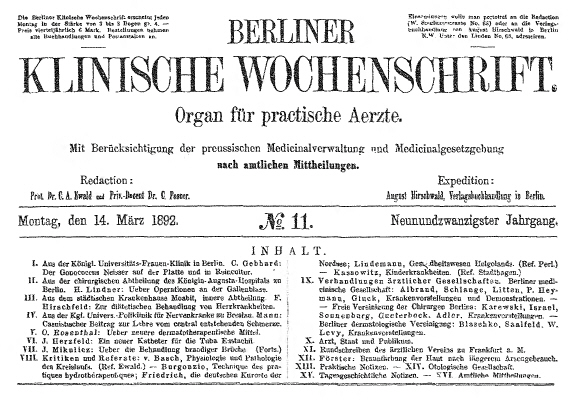
BKW-1892

Die Berliner Klinische Wochenschrift war eine medizinische Fachzeitschrift, welche zwischen 1864 und 1921 in deutscher Sprache erschien. Sie trug den Untertitel Organ für praktische Ärzte.

## Herausgeber und Leitung
Gegründet wurde die Berliner Klinische Wochenschrift im Jahr 1864, unter anderem vom Verleger Eduard Aber. Insbesondere wissenschaftliche Arbeiten über Innere Medizin wurden hier publiziert. Herausgeber der Fachzeitschrift war der Verlag August Hischwald, Berlin. Von 1889 bis 1921 wurde sie von Carl Posner geleitet.

## Schwerpunkte und Themen
Zahlreiche bedeutende Mediziner haben für die moderne Medizin wichtige Studien in der Zeitschrift publiziert. Beispielsweise hat Paul Ehrlich zwischen 1880 und 1911 insgesamt 33 Artikel, darunter Arbeiten zur Chemotherapie, in der Fachzeitschrift veröffentlicht.

## Zeit nach 1921
1922 wurden die Berliner Klinische Wochenschrift und die Therapeutischen Monatshefte, welche von 1887 bis 1921 im Verlag Julius Springer herausgegeben wurden, zur Klinischen Wochenschrift zusammengelegt. Diese Zeitschrift erscheint seit 1921 unter dem Namen Journal of Molecular Medicine.